# توني بريسكو
توني بريسكو (بالإنجليزية: Tony Briscoe)‏ هو سباح جنوب أفريقي، ولد في 1939.

## وصلات خارجية
- توني بريسكو على موقع أوليمبيديا (الإنجليزية)